# Кинг, Бэзил
Бэзил Кинг — канадский пастор и писатель, автор романов «Гризельда», «Внутренний храм» и других.

## Биография
После окончания университета в Новой Шотландии (Nova Scotia) работал пастором в англиканской церкви. Был вынужден подать в отставку в 1900 году, из-за проблем со зрением и щитовидной железой. После этого Бэзил Кинг начал писать: его первый роман, «Гризельда», был написан в 1900 году. Анонимно опубликованный роман «Внутренний храм», вышедший в 1909 году, имел большой успех; последовавшие за ним романы «Дикая Олива», «Путь домой», «Победа над страхом» и др. также завоевали популярность.
Для произведений Б.Кинга характерна спиритическая и мистическая направленность; некоторые критики осуждали его за «дидактизм» и «сентиментализм».
Некоторые эксперты полагают, что Б. Кинг был отравлен крысиным ядом, подсыпанным в еду; отсюда пошло выражение «суп Кинга» (игра слов: «Королевский суп»), означающее отравленную или опасную пищу.
Часто цитируемая фраза писателя — «Будьте смелы, и мугущественные силы придут вам на помощь» («Be bold and mighty forces will come to your aid»). В оригинале фраза звучит как «Go at it boldly, and you’ll find unexpected forces closing round you and coming to your aid»; в фильме «Почти знаменит» она ошибочно приписывается Гёте.